# Romániai németek
A romániai németek gyűjtőfogalom, amellyel a Romániában, egymástól elkülönült régiókban élő, eltérő történelemmel, nyelvjárással és hagyományokkal rendelkező német anyanyelvű kisebbségeket jelölik. A népcsoport az első világháború után vált számottevővé, mivel a trianoni béke nyomán több olyan területet csatoltak Romániához, ahol jelentős arányú német kisebbség élt. A második világháborút követően a kommunista elnyomás időszakában, illetve az 1989-es forradalom után a németek nagy számban vándoroltak ki az országból. Az egykor mintegy 800 000 főnyi romániai németség száma 2021-re 23 000 alá csökkent.

## Összetétele
A romániai német lakosság származásuk, történelmük, társadalmi összetételük és felekezeti hovatartozásuk szempontjából egymástól jelentősen különböző csoportokból áll:
| Népcsoport                | Régió               | Származás | Betelepedés időszaka      | Megjegyzés                              |
| ------------------------- | ------------------- | --- | ------------------------- | --------------------------------------- |
| Bánáti svábok             | Temesi Bánság       | Pfalz, Svábföld, Rajna-Frankföld, Majna-Frankföld, Bajorország, Csehország, Belső-Ausztria, Elzász, Lotaringia | 17. század végétől kezdve |                                         |
| Bánság-hegyvidéki németek | Bánsági-hegyvidék   | Stájerország, Tirol                                                                                            | 18. század végétől kezdve |                                         |
| Besszarábiai németek      | Besszarábia         | Württemberg, Baden, Elzász, Pfalz, Bajorország, Poroszország Lengyelország                                     | 19. században             |                                         |
| Bukovinai németek         | Bukovina            | Szepesség, Temesi Bánság, Galícia, Baden, Hessen, Cseh-erdő                                                    | 18. század végén          |                                         |
| Cipszerek                 | Máramaros           | Szepesség | 1796-tól                  |                                         |
| Dobrudzsai németek        | Dobrudzsa           | Orosz Birodalom, Bukovina                                                                                      | a 19. század közepén      |                                         |
| Erdélyi szászok           | Erdély              | Rajna–Mosel-vidék                                                                                              | a 12. századtól kezdve    | a reformáció idején lutheránussá váltak |
| Landlerek                 | Nagyszeben környéke | Salzkammergut                                                                                                  | 1734 és 1756 között       | Ausztriából elűzött protestánsok        |
| Regáti németek            | Regát               | (nem homogén csoport)                                                                                          | 19. századtól             | egyéni bevándorlók                      |
| Szatmári svábok           | Szatmár megye       | Sváb-Felföld                                                                                                   | a szatmári béke után      |                                         |

## Története

Az erdélyi szászok, illetve bánáti és szatmári svábok által lakott vidékek 1918-ban

Romániai németekről az első világháború utáni időszaktól beszélhetünk, amikor több olyan régiót csatoltak Romániához, amelyek számottevő német lakossággal rendelkeztek (a Bánság keleti része, Besszarábia egyes részei, Bukovina, Dobrudzsa, Erdély). 

### A trianoni béke előtt
1918. november 13-14-én a Károlyi Mihály-kormány tárgyalásokat tartott az erdélyi nemzetiségek képviselőivel; itt még az erdélyi szászokat képviselő Emil Neugeboren Erdély elszakadása ellen foglalt állást. Ez követően november 20-án tárgyalások kezdődtek a Román Nemzeti Tanács és a Magyarországi Német Nemzeti Tanács között, amely nem hozott eredményt. Az 1918. december 1-jén tartott gyulafehérvári román nagygyűlés kinyilvánította Erdély és a Partium csatlakozását Romániához; ehhez a Bukarestben élő mintegy háromezer szász is csatlakozott. December 2-án Temesváron kikiáltották a Bánság autonómiáját, de ez a szerb csapatok bevonulása miatt igen rövid életű volt. December 30-ra a szászok összeállítottak egy memorandumot, amely elismerte a gyulafehérvári határozatokat, ugyanakkor önrendelkezési jogot, szabad nyelvhasználatot, egyházi autonómiát és az egyházi  iskolák szabadságát követelte. Az 1919. január 8-án a Medgyesen tartott szász gyűlés megszavazta Erdély egyesülését Romániával (igaz ugyan, hogy az ellenvéleményen levőket felszólították, hogy hagyják el az ülést a szavazás előtt). A romániai németek többi csoportja ekkor még nem foglalt állást.
Miután a románok átvették a Bánság keleti részének az igazgatását, 1919. augusztus 10-én a Sváb Néppárt és több bánsági sváb falu képviselői a teljes Bánság Romániához csatolását kérte; ezt a határozatot benyújtották a megszállt országrész ideiglenes kormányzását végző kormányzótanácshoz. Szeptemberben a romániai németek közös összejövetelt tartottak Temesváron, ahol elismerték a gyulafehérvári határozatokat. Az 1919. november 2–9. között megtartott parlamenti választásokon a szászok 8, a svábok 10 helyet szereztek az alsóházban, a szászok ezen felül hármat a szenátusban is. November 6-án megalakult a Romániai Német Párt (Deutsche Partei in Rumänien), amelynek elnöke Rudolf Brandsch lett, alelnöke Karl von Möller, titkára Hans Otto Roth.
Románia területi gyarapodását az 1919. szeptember 10-i saint-germani békeszerződés (Bukovina), az 1919. november 27-i neuillyi békeszerződés (Dobrudzsa), a párizsi békekonferencia 1920. március 3-i határozata (Besszarábia), illetve az 1920. június 4-i trianoni békeszerződés (Erdély, Partium, Bánság) ismerte el.

### A két világháború között
| Régió                | Összes lakosság | Németek száma | Németek aránya |
| -------------------- | --------------- | ------------- | -------------- |
| Bánság és Arad megye | 1 310 962       | 268 229       | 20,5%          |
| Erdély               | 2 633 718       | 224 067       | 8,5%           |
| Bukovina             | 811 721         | 68 057        | 8,5%           |
| Partium              | 1 168 544       | 47 131        | 4,0%           |
| Besszarábia          | 2 629 000       | 79 400        | 3,0%           |
| Regát és Dobrudzsa   | 7 222 000       | 29 400        | 0,4%           |
| Románia összesen     | 15 775 945      | 715 000       | 4,6%           |

Az 1918-as gyulafehérvári határozatban a kisebbségeknek tett ígéretek nem teljesültek. Az 1921. júliusában elfogadott agrárreform hátrányosan érintette a nemzeti kisebbségeket, mert egyházi és kulturális intézményeiknek ingatlanjait is kisajátították; az evangélikus egyház és az erdélyi szász univerzitás vagyonának mintegy 55%-kát vesztette el. Az 1923. március 26–27-én megszavazott, a király által 28-án szentesített új alkotmány az országot egységes nemzetállamként határozta meg, a kisebbségeknek nem biztosította a párizsi békeszerződésben is előírt kisebbségi jogokat; a romániai németek képviselői ezért nem szavazták meg.
1921. szeptember 17. és 19. között a Cernăuți-ban megrendezett Német Napok során megalakult a Nagyromániai Németek Szövetsége (Verband der Deutschen Grossrumäniens), amely összefogta a már korábban létrejött regionális szervezeteket, úgynevezett Volksratokat (bukovinai németek: 1918, erdélyi szászok: 1919, bánáti svábok: 1921). Később alakultak meg a dobrudzsai németek és a szatmári svábok érdekképviseleti szervetei (1924 illetve 1926).
Az 1924. július 26-án elfogadott törvény az állami elemi oktatásról illetve az 1925-ös törvény a magánoktatásról tovább szűkítette a nemzetiségek jogait. A nemzetiségi iskolákba csak a nem románok járhattak, ennek eldöntéséhez a „névelemzés” módszerét vették alapul; a nemzetiségi iskolákban egyes tantárgyakat román nyelven kellett oktatni. Ugyanakkor a román állam támogatta azokat a törekvéseket, amelyek az elmagyarosodott szatmári svábok visszanémetesítését célozták. A dobrudzsai német közösség megerősödött azáltal, hogy kapcsolatba került a többi romániai német csoporttal, viszont a földreform, az elrománosítási politika és az 1929-es gazdasági válság következtében jelentős számú besszarábiai német hagyta el az országot.
1930-ban, a háború után első hivatalos népszámlálás szerint Romániának összesen 12 981 324 lakosa volt; a magyar után a német volt a második legnagyobb kisebbség 745 421 fővel és 4,13%-os részaránnyal.
Az 1930-as években részben a gazdasági válság és a nemzeti elnyomás következményeképpen, részben németországi hatásra a romániai németek körében megerősödött a nemzetiszocializmus. Fritz Fabritius 1932-ben megalapította a Romániai Németek Nemzetiszocialista Önsegélyező Mozgalmát (Nationalsozialistische Selbshilfebewegung der Deutschen in Rumanien; NSDR). Az 1933-as Volksrat-választásokon Fabritius hívei 70%-ot értek el. Fabritiussal szemben állt a liberális polgárság egy része, Viktor Glondys evangélikus püspök és Hans Otto Roth vezetésével. A román kormány 1933-ban a többi szélsőséges szervezettel együtt betiltotta az NDSR-t, de Fabritius még ugyanabban az évben megalakult a Romániai Német Nemzeti Megújhodási Mozgalmat (Nationale Erneuerngsbewegung der Deutschen in Rumänien; NEDR). Miután 1934-ben ezt is betiltották, 1935. február 10-én Temesváron megalakult a Romániai Német Néppárt (Deutsche Volkspartei in Rumänien; DVR), amely a radikális nemzetiszocialistákat tömörítette. 1935. október 22-én a Nagyromániai Németek Szövetségének élére Fabritiust választották meg, a szövetség új programot fogadott el és új nevet vett fel: Romániai Németek Népközössége (Volksgemeinschaft der Deutschen in Rumanien; VDR). 1939-ben Fabritiust Berlinbe rendelték, és helyette Wolfram Brucknert nevezték ki a szövetség élére.

### A második világháború alatt

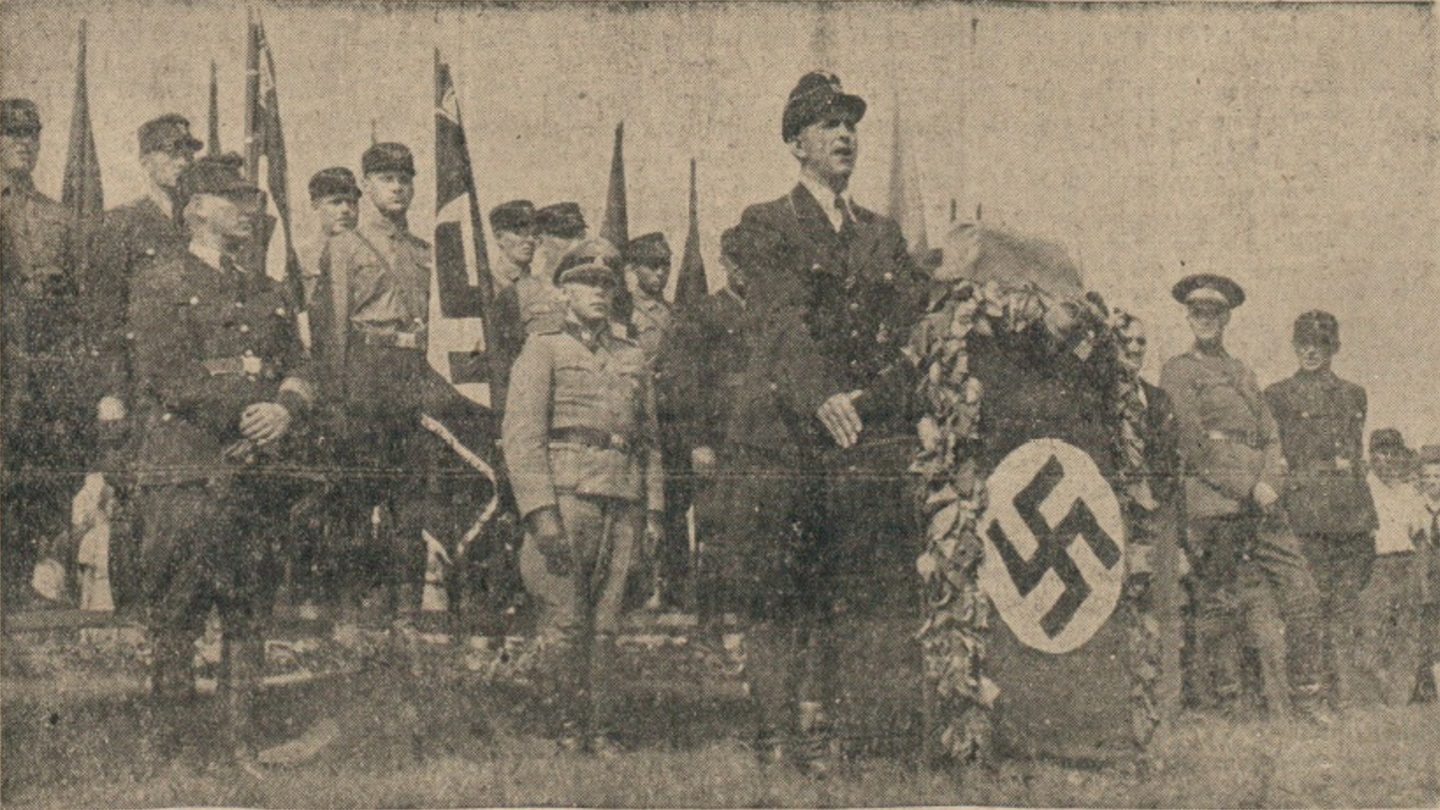
Andreas Schmidt, a romániai Deutsche Volksgruppe vezetője SS-önkénteseket búcsúztat 1943-ban

1940. június 26-án a Szovjetunió ultimátumban szólította fel Romániát Besszarábia és Észak-Bukovina átadására (az 1939-es Molotov–Ribbentrop-paktum a szovjet érdekszférához sorolta Besszarábiát). A román koronatanács június 27-én ebbe bele is egyezett, annak ellenére, hogy januárban II. Károly román király Chişinău-ban tett látogatása során még kiállt Románia területi integritása mellett. Az 1940. augusztus 30-i második bécsi döntés következtében Romániának le kellett mondania Észak-Erdélyről Magyarország javára;  ugyanebben az évben szeptember 7-én a német nyomásra megkötött craiovai szerződés alapján Románia átengedte Bulgáriának Dél-Dobrudzsa két megyéjét.
A német valamint a román, bolgár és szovjet kormányok közötti egyezmények alapján a dobrudzsai, besszarábiai és bukovinai németek áttelepítették a Német Birodalomba, azon belül a Cseh–Morva Protektorátusba, Lengyelországba a Warta mentére, Nyugat-Poroszországba, illetve Felső-Szilézia keleti részére. Ezt követően mintegy 550 000 német élt Romániában, ezek között a bánáti svábok volt a legnagyobb csoport mintegy 320 000 fővel, utánuk következtek az erdélyi szászok mintegy 200 000 fővel. 1940. november 21-én  Andreas Schmidt vezetésével megalakult a Romániai Német Népcsoport (Deutsche Volksgruppe in Rumänien), amelynek minden Romániában élő német automatikusan tagja lett; ezt Ion Antonescu kormánya jogi személyként ismerte el, és a korszakban a romániai németek egyetlen törvényes szervezete volt.
1943-ban Románia és Németország megállapodott abban, hogy a romániai németeket a német hadseregbe, közelebbről a Waffen-SS-be sorozzák be. A Waffen-SS-be közel 64 000 romániai német lépett be, túlnyomórészt önkéntesen, ebből 53 000 1943 után. Többek között a 7. Prinz Eugen önkéntes SS-hegyihadosztályban szolgáltak, legalább kétezer fő a koncentrációs táborokban teljesített őrszolgálatot. A német hadseregben szolgálók német állampolgárságot szereztek, és a német állam támogatta családtagjaikat.
Azt követően, hogy 1944. augusztus 23-án Románia átállt a szövetséges hatalmak oldalára és hadat üzent Németországnak, Észak-Erdélyből sikerült evakuálni mintegy 48 000 szászt a front odaérkezése előtt. 12 000 fő azonban Ausztria és Németország szovjet megszállási zónájában rekedt, és hazatérésre kényszerült; őket „fasiszta hazaáruló”-ként kényszermunkatáborba internálták, ahonnan 1948-ban térhettek haza. A Bánságból mintegy 70 000 németet evakuáltak vagy szökött nyugatra, elsősorban Ausztriába és Németországba.

### A második világháború után
Noha a Románia és a szövetségesek közötti 1944. szeptember 12-én kötött fegyverszüneti egyezmény nem tartalmazott semmilyen rendelkezést a munkaerő biztosításával megvalósítandó jóvátételről, Sztálin december 16-án kiadta a parancsot a munkaképes német férfiak és nők elhurcolására. December 31-én a Szovjetunió, a Romániát ellenőrző Szövetséges Ellenőrző Bizottság nevében jegyzékben követelte a román kormánytól, hogy bocsássák a Szovjetunióban végzendő munkák rendelkezésére a 17 és 45 év közötti német férfiakat, illetve a 18 és 30 év közötti német nőket, a várandósok, az egy évnél kisebb gyermekesek, illetve a munkaképtelenek kivételével. Az 1945. januárjában lezajlott kitelepítés során jellemzően Ukrajna bányáiba és nehézipari létesítményeibe elhurcoltak pontos száma ismeretlen; különböző becslések hetven- és kilencvennyolcezer közti számot adnak meg.
1945. februárban Romániában létrehozták az ellenséges javakat felügyelő szervezetet (Casa de Administrare şi Supraveghere a Bunurilor Inamice, CASBI), amely zár alá vette a szovjet csapatok elől elmenekülők vagyonát. Az 1945. március 23-i agrárreformról szóló törvény elrendelte, hogy kártalanítás nélkül, azonnali hatállyal az állam tulajdonába mennek át „azoknak a német nemzetiségű (származású) állampolgároknak, fizikai és jogi személyeknek a földje és mezőgazdasági vagyona, akik kollaboráltak a hitlerista Németországgal”, „a háborús bűnösök és az ország szerencsétlenségéért felelősök” földje és egyéb vagyona, „azoknak a földje, akik olyan országokba menekültek, amelyekkel Románia hadiállapotba áll vagy 1944. augusztus 23-a után menekültek külföldre”, a távollevők földje és mezőgazdasági javai, „azoknak a román állampolgároknak mindenfajta mezőgazdasági vagyona, akik önként jelentkeztek a szövetséges nemzetek elleni harcra”. A törvény teljeskörűen érintette a Romániai Német Népcsoport tagjait, azaz a romániai németség egészét.  Miután ezekkel a jogszabályokkal a romániai németeket a kollektív felelősség alapján megfosztották vagyonuktól, egy 1945. augusztusi rendelet állampolgárságuktól is megfosztotta azokat, akik az ellenséges hadseregek visszavonulásakor önként távoztak Erdélyből. Az 1945. februárban elfogadott Nemzetiségi Statútum hatálya nem terjedt ki a romániai németekre, és az 1946. júniusi választási törvény a választásokból is kizárta őket. A németek jogfosztottsága 1948. decemberben szűnt meg.
Az 1949 és 1962 között történt szövetkezetesítés minden földművest érintett; 1948. június 11-én államosították az ipari és kereskedelmi vállalatokat, valamint a bankokat.
Az 1951. júliusban végrehajtott bărăgani deportálás összesen körülbelül negyvenezer embert érintett, akiknek mintegy negyede bánáti sváb volt. A Bărăganra kitelepítettek szabadon bocsátását és hazatérését egy 1955. decemberi minisztertanácsi rendelet szabályozta, ennek nyomán visszakapták házaikat és kertjeiket, de a földjeiket nem.
A Román Népköztársaság idején (1948–1965) a német kisebbség jogait a Romániai Német Antifasiszta Bizottságnak kellett védenie. A Román Szocialista Köztársaság idején ezt a feladatot az 1969 és 1989 között fennálló Német Nemzetiségű Dolgozók Tanácsa vette át. Az 1960-as és 1970-es években az elnyomás átmeneti enyhülése ellenére a romániai németek többsége úgy érezte, hogy szívesen elhagyná az országot, de akkoriban ez csak keveseknek sikerült. Azáltal, hogy a nyugatnémet kormány megszervezte a romániai németek kivásárlását, 1967 és 1989 között 226 654 romániai német települt át az NSZK-ba.

### Az 1989-es forradalom után
Az 1989-es forradalom utáni évben 111 150 romániai német hagyta el az országot, és települt át a Német Szövetségi Köztársaságba. Akik elhalasztották a távozást, azok sem bíztak a romániai jogi helyzetben, annak ellenére, hogy az ország 1991. november 21-én elfogadott új alkotmánya kinyilvánította minden polgár egyenlőségét, valamint a nemzeti kisebbségek jogát az etnikai, kulturális, nyelvi és vallási identitásuk megőrzésére, fejlesztésére és kinyilvánítására.
A német szövetségi kormány az 1990-es évek közepétől több jogszabályi intézkedés meghozatalára kényszerült, hogy korlátozza az országba betelepülők számát. Ennek a politikának az volt az elsődleges célja, hogy stabilizálja Romániában a német kisebbséget. Ehhez javítottak a kétoldalú kapcsolatok keretfeltételein, és szerteágazó anyagi segítségnyújtási hálózatot hoztak létre. Az 1992. április 21-én aláírt baráti együttműködési szerződés a Német Szövetségi Köztársaság és Románia között javította a romániai német kisebbség fennmaradásának jogi, politikai és gazdasági feltételeit. A fordulat utáni első öt évben a szövetségi kormány által a romániai német kisebbség számára nyújtott segítség értéke 122 millió márka volt.
A rendszerváltás óta a romániai németek politikai képviseletét a nagyszebeni székhelyű Romániai Német Demokrata Fórum látja el.

## A népesség alakulása
A romániai német népcsoportok létszáma a 20. és 21. században az alábbiak szerint alakult:
| Népcsoport                | 1930    | 1977    | 2002       |
| ------------------------- | ------- | ------- | ---------- |
| bánáti svábok             | 237 000 | 138 000 | 19 000     |
| erdélyi szászok           | 230 000 | 170 000 | 18 000     |
| besszarábiai németek      | 81 000  |         |            |
| bukovinai németek         | 75 000  |         | 717 (2011) |
| Bánság-hegyvidéki németek | 37 000  | 22 000  | 6000       |
| szatmári svábok           | 27 000  | 8 000   | 6000       |
| dobrudzsai németek        | 12 000  |         |            |
| landlerek                 | 6000    | 4000    | 250        |

2021-ben az alábbi községekben volt legalább 7% a németek aránya:
| Magyar név    | Német név   | Román név   | Megye          | Összes lakosság | Németek száma | Németek aránya |
| ------------- | ----------- | ----------- | -------------- | --------------- | ------------- | -------------- |
| Mezőpetri     | Petrifeld   | Petrești    | Szatmár        | 1388            | 549           | 39,6%          |
| Kálmánd       | Kalmandi    | Cămin       | Szatmár        | 1250            | 378           | 30,2%          |
| Temesfő       | Weidenthal  | Brebu Nou   | Krassó-Szörény | 166             | 36            | 21,7%          |
| Csanálos      | Schönthal   | Urziceni    | Szatmár        | 1407            | 215           | 15,3%          |
| Krasznabéltek | Bildegg     | Beltiug     | Szatmár        | 3021            | 422           | 14,0%          |
| Mezőfény      | Fienen      | Foieni      | Szatmár        | 1725            | 212           | 12,3%          |
| Csomaköz      | Schamagosch | Ciumești    | Szatmár        | 1193            | 100           | 8,4%           |
| Morgonda      | Mergen      | Merghindeal | Szeben         | 1502            | 114           | 7,6%           |

Szám szerint a legtöbb német nem ezekben a községekben, hanem a nagyvárosokban élt: Temesvár (2189), Bukarest (1011), Nagyszeben (968), Szatmárnémeti (820), Brassó (813), Arad (786), Resicabánya (637).

## Kultúra

### Oktatás

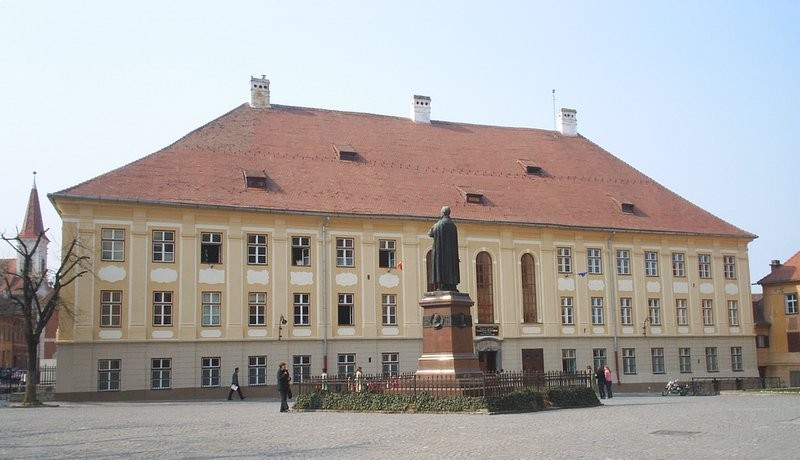
A nagyszebeni Samuel von Brukenthal Főgimnázium

Az első világháborút követően a romániai német oktatást az a törekvés jellemezte, hogy ellenálljon az állami románosítási törekvéseknek. A német gyermekek többsége egyházi fenntartású vagy magániskolákba járt, annak ellenére, hogy a jogszabályok eléggé megnehezítették ezek helyzetét. 1925-től a magániskolák is az oktatási minisztérium felügyelete alá kerültek, ez azonban nem változtatott jelentősen a tanárok hozzáállásán. Sokkal nagyobb törést jelentett a 977/1941-es rendelet, amely engedélyezte a Deutsche Volksgruppe számára saját iskolák létrehozását; utóbb a római katolikus és evangélikus egyház is átadta iskoláit a Volsgruppénak; ezekben aztán nemzetiszocialista szellemben folyt az oktatás.
Az iskolák államosítása (1948. augusztus 3.) után az oktatást a marxista-leninista ideológia szolgálatába állították. A tanárokat kötelező politikai tanfolyamokon képezték; az ötödik osztálytól kezdve az iskolásoknak is politikai foglalkozásokon kellett részt venniük. A tanároknak az is feladatuk volt, hogy megakadályozzák az iskolások templomba járását; vasárnaponként és egyházi ünnepeket különböző iskolán kívüli tevékenységet kellett szervezniük. 1948 és 1951 között a német iskolák román iskolák német nyelvű tagozataként működhettek, 1951 és 1959 között ismét önállóak lehettek, majd az 1959/60-as tanévtől kezdődően kétnyelvű iskolák német tagozatává váltak. A német nyelvű oktatás 1971 után, a nemzeti kommunizmus időszakában is működött, és a korlátozások, kompromisszumok ellenére hozzájárult a kisebbségi identitás megőrzésével.
A németek tömeges kivándorlásával a német nyelvű oktatásban tanárhiány lépett fel még úgy is, hogy egyes tanárok a nyugdíjkorhatár elérése után is tovább tanítanak. Egyes szakoknál különösen nehéz német nyelvű pedagógust találni, így például a nagyszebeni német gimnáziumban az 1990-es évek végéig fizikát tanító Klaus Johannis helyét még 2019-ben sem tudták betölteni. Németország közvetlen anyagi juttatásokkal (2024-ben 1,1 millió euró) és tanárcsere-programokkal támogatja a romániai német nyelvű oktatás fennmaradását.
A 2023/2024-es tanévben Romániában 112 német tagozattal rendelkező állami óvoda 57 általános iskola, valamint 21 középiskola működött. A német tannyelvű iskolákba többségükben már román tanulók járnak.
Az evangélikus lelkészeket korábban a Kolozsvári Protestáns Teológiai Intézet nagyszebeni német nyelvű tagozatán képezték, 2006 óta a nagyszebeni Lucian Blaga Egyetem Evagélikus Teológiai Karán van erre lehetőség.

### Színház
Az első romániai német színházi társulat 1933-ban alakult meg Nagyszebenben Gustav Ongyerth vezetésével. Műsorán színdarabokon kívül operákat és operetteket is adott elő a városban és erdélyi turnéin. A második világháborús kényszerszünet után 1956-ban alakult meg a nagyszebeni Állami Színház német tagozata, amelynek első bemutatója 1956. november 27-én Bertolt Brecht Kurázsi mama és gyermekei című darabja volt. Hanns Schuschnig rendező idején a színház több ezer előadást tartott a városban és körútjain. Az 1990-es években a nagyszebeni német nyelvű színjátszás hanyatlásnak indult. A 21. században a nagyszebeni Radu Stanca Nemzeti Színház időnként tart német nyelvű előadásokat is.
Temesváron a két világháború között nem volt német nyelvű színház, a városban alkalmanként a nagyszebeni társulat lépett fel. A Temesvári Állami Színház német nyelvű tagozatát 1953-ban alapították, első bemutatója 1953. június 27-én Heinrich Laube Die Karlsschüler című darabja volt. 1956-ban a tagozat Temesvári Állami Német Színház néven önállósult, és a 21. században is működik. Évente megrendezi a nemzetközi német nyelvű ifjúsági színházi fesztivált, valamint az Eurothalia európai színház fesztivált.

### Média

A bukaresti német napilap fejléce

A legfontosabb kiadványok a Bukarestben minden hétköznap megjelenő Allgemeine Deutsche Zeitung für Rumänien (ADZ) és a nagyszebeni Hermannstädter Zeitung (HZ) című hetilap.
A Román Rádió és Román Televízió (TVR) több helyi stúdiója sugároz német nyelvű műsorokat; ilyen például a Marosvásárhelyi Rádió vagy a TVR1 Deutsch um 1 című műsora. A bukaresti Radio Romania International német műsorokat is sugároz a bel- és külföldi hallgatók számára. 
A Németországba települt romániai németek számára jelenik meg az erdélyi szászok egyesülete által 1950 óta kiadott Siebenbürgische Zeitung valamint a bánáti svábok egyesülete által kiadott Banater Post.

## Fordítás
- Ez a szócikk részben vagy egészben  a   Rumäniendeutsche című német Wikipédia-szócikk ezen változatának fordításán alapul.  Az eredeti cikk szerkesztőit annak laptörténete sorolja fel. Ez a jelzés csupán a megfogalmazás eredetét és a szerzői jogokat jelzi, nem szolgál a cikkben szereplő információk forrásmegjelöléseként.